# Hidajet Jusufović
Hidajet Jusufović es un deportista bosnio que compitió en voleibol adaptado. Ganó una medalla de plata en los Juegos Paralímpicos de Pekín 2008.

## Palmarés internacional
| Juegos Paralímpicos | Juegos Paralímpicos | Juegos Paralímpicos | Juegos Paralímpicos      |
| Año                 | Lugar               | Medalla             | Competición              |
| ------------------- | ------------------- | ------------------- | ------------------------ |
| 2008                | Pekín (China)       | Medalla de plata    | Torneo masculino sentado |